# Jeremy Kissner
Jeremy James Kissner (Mineápolis, Minnesota, 24 de marzo de 1985) es un actor estadounidense.

## Carrera
Kissner nació en Minneapolis, Minnesota a Vern A. Kissner y Janice Kay Englund. Su primer papel cinematográfico fue en 1998 del remake de Grandes Expectativas, jugando la versión del joven Ethan Hawke's carácter. Después una aparición en la serie de televisión Melrose Place, protagonizó en 1999 una película remake de El Perro de Flandes. Kissner posteriormente apareció en varias series de televisión, incluyendo ER y Tocado por un ángel, así como en varios filmes independientes. 
Recientemente protagonizó la serie transmitida en Boomerang, Flight 29 Down.
- Datos: Q3316829